# Aristide Boucicaut

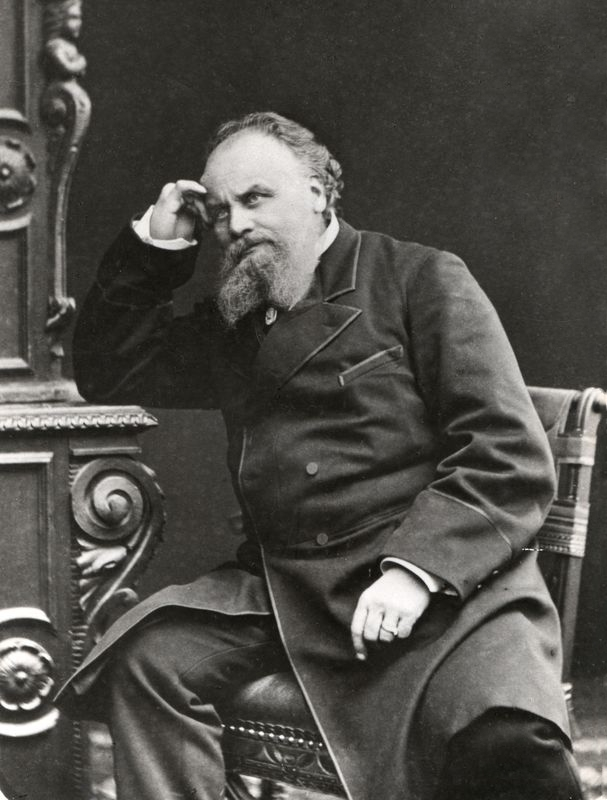
Aristide Boucicaut

Aristide Boucicaut (Bellême, 14 luglio 1810 – Parigi, 26 dicembre 1877) è stato un imprenditore francese che ha creato Le Bon Marché, il primo grande magazzino moderno.

## Biografia
Era figlio del proprietario di un piccolo negozio che vendeva tessuti, nastri e altri articoli per il guardaroba femminile.
Iniziò a lavorare nel negozio di famiglia e poi, all'età di 18 anni, fece il venditore ambulante di tessuti. Nel 1834 si trasferì a Parigi e andò a lavorare in un negozio di novità in rue de Bac, il Petit Saint-Thomas, che vendeva abiti da donna, cappelli, tessuti e altri oggetti. Iniziò come venditore di scialli, ma per le sue capacità fu presto promosso a capo reparto.
Nel 1848 il Petit Saint-Thomas chiuse. Boucicaut aveva fatto conoscenza con Paul Videau, proprietario di un vicino negozio di varietà chiamato Au Bon Marché Videau. Divenne socio di Videau e mise in atto le sue nuove idee innovative di vendita: acquisto in blocco e vendita con margini di profitto molto bassi, prezzi fissi, permettere ai clienti di scegliere e toccare con mano i capi, saldi stagionali, prezzi ridotti su articoli selezionati, vetrine elaborate e pubblicità sui giornali. Videau non era a suo agio con lo stile stravagante di vendita di Boucicault e il 31 gennaio 1851 vendette la sua quota del negozio al socio.

### Le Bon Marché

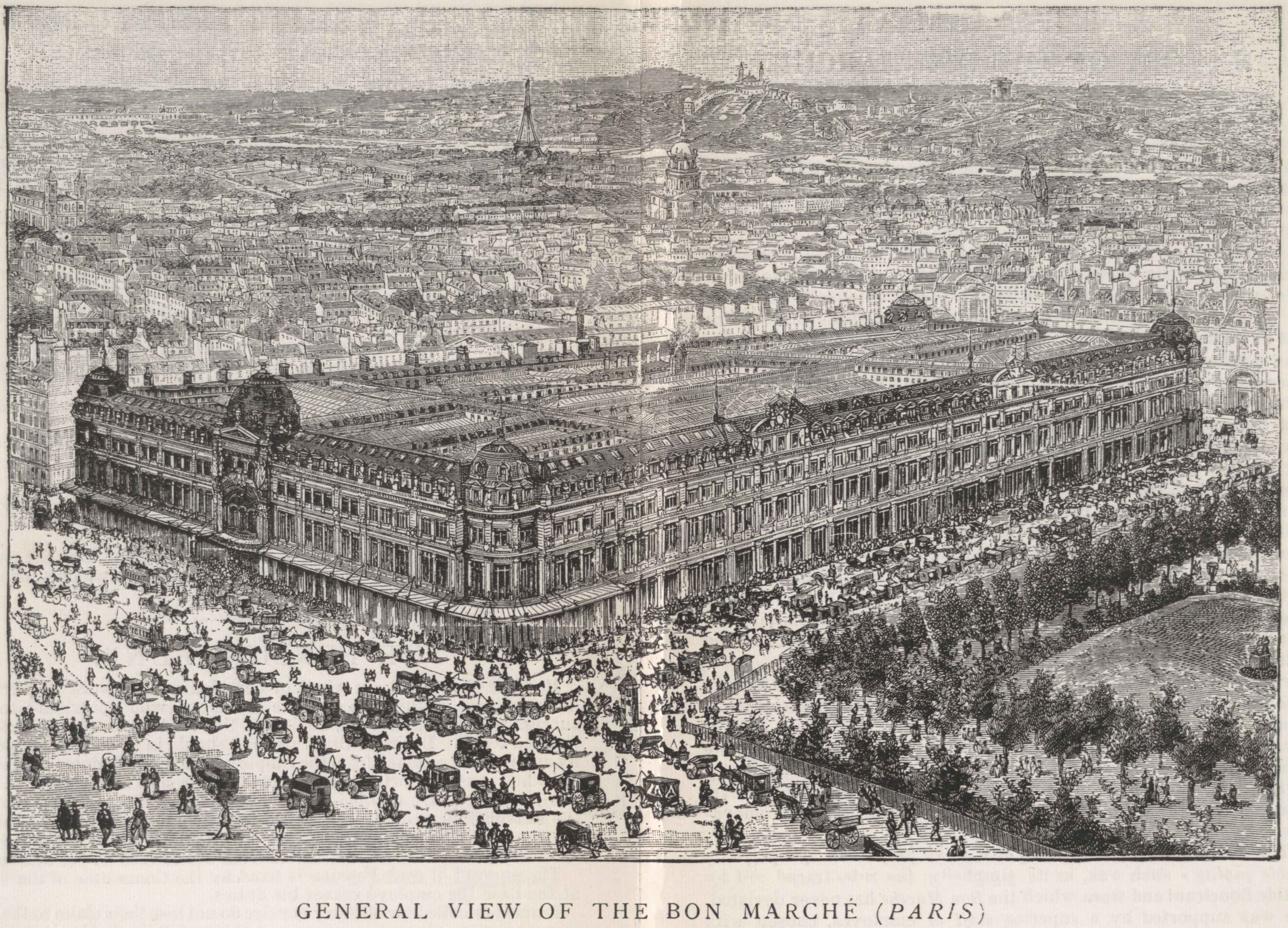
Le Bon Marché (1892)

Tra il 1852 e il 1860, grazie a una combinazione di prezzi bassi, pubbliche relazioni e servizio clienti, Boucicaut aumentò le vendite del negozio da 500.000 franchi a 5 milioni di franchi l'anno.
Introdusse una serie di innovazioni di vendita: un sistema di prezzi fissi con relativi sconti invece del precedente sistema di contrattazione sui prezzi, allora comune nei negozi, una sala di lettura per i mariti mentre le loro mogli facevano la spesa, premi e animazione per bambini, nel 1867 il primo catalogo di vendita per corrispondenza e saldi stagionali, compresa la "vendita bianca", progettata per vendere lenzuola e biancheria da letto in inverno quando le vendite erano lente. Boucicaut introdusse anche diverse innovazioni sociali per i suoi dipendenti, circa la metà dei quali erano donne. Fornì alloggi in dormitorio, per le dipendenti non sposate, nelle stanze ai piani superiori del negozio. Introdusse un percorso di carriera per l'avanzamento, da secondo venditore a capo del bancone a direttore di reparto. Istituì un fondo, prelevato dai profitti del negozio, per aiutare i dipendenti malati e offrì pensioni ai dipendenti che avevano lavorato nel negozio per vent'anni.
Il successivo grande progetto di Boucicaut fu quello di costruire un negozio molto più grande. Aveva conosciuto un imprenditore francese, Henry-François Maillard, che aveva fatto fortuna a New York, il quale gli raccontò di un uomo d'affari americano, di nome Alexander Turney Stewart, che nel 1846 aveva costruito il Marble Palace a Broadway a New York, il primo multi-edificio di un piano interamente dedicato alla vendita di merci, utilizzando un telaio in ferro e ampie vetrate per aumentare la luce e lo spazio. Nel 1862, Stewart costruì un negozio ancora più grande, alto otto piani. Maillard prestò a Boucicaut 1,5 milioni di franchi per finanziare un negozio simile a Parigi. La prima pietra del nuovo negozio fu posata in rue de Sèvres nel 1869. L'architetto era Louis-Charles Boileau e la struttura era in ferro, con grandi finestre di vetro per le vetrine. L'edificio era appena terminato quando fu nuovamente ampliato, progettato da Boileau con l'aiuto dello studio di ingegneria di Gustave Eiffel. 

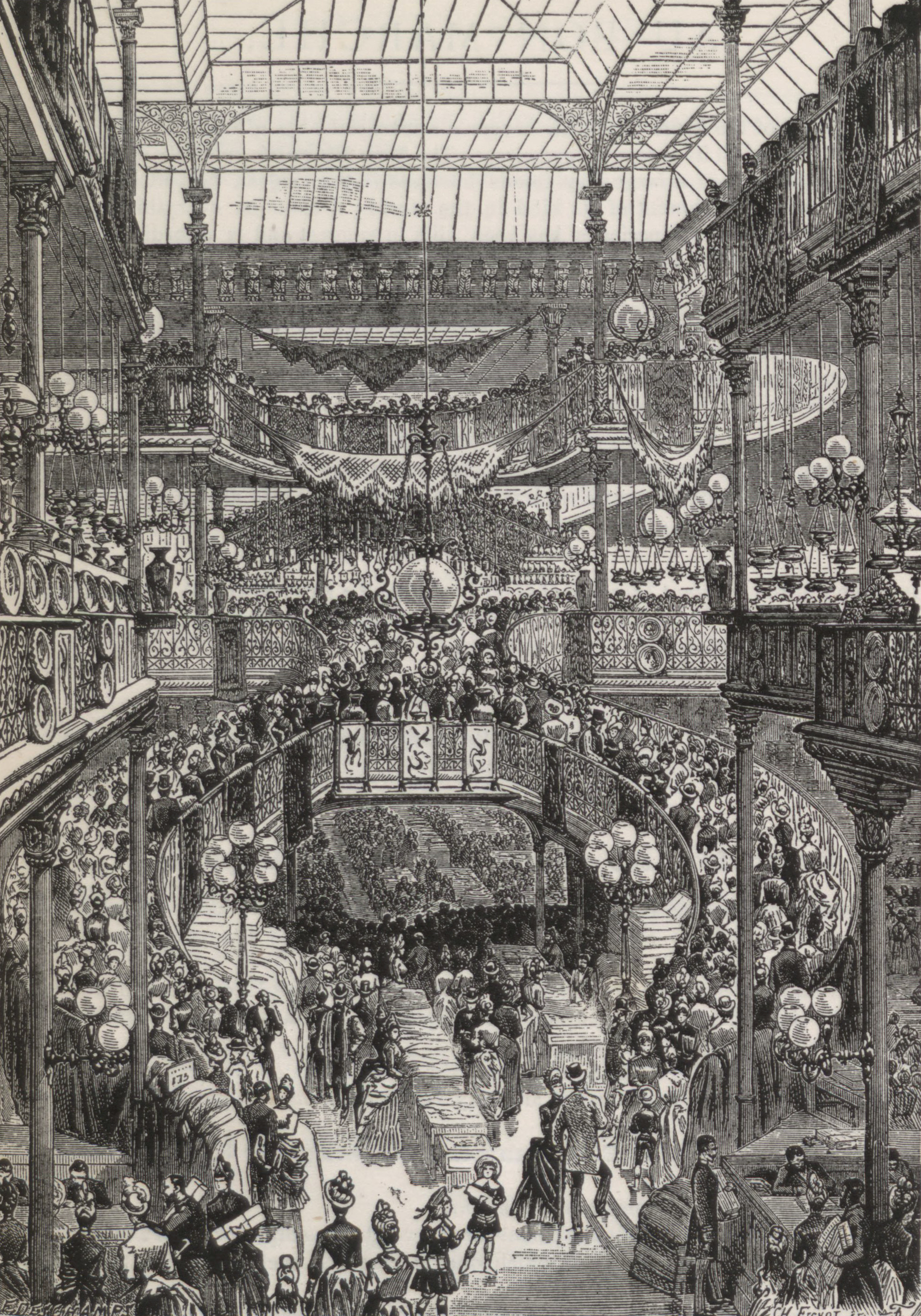
Grande scalone centrale di Le Bon Marché (1892)

Boucicaut incontrò la sua futura moglie, Marguerite Guérin, che lavorava in una vicina latteria dove egli prendeva il caffè ogni mattina. Era nata il 3 gennaio 1816 a Verjux, nel dipartimento della Saona e Loira. Sua madre era stata abbandonata dal marito appena la figlia era nata. Marguerite si trasferì a Parigi e divenne una lavandaia prima di lavorare in una latteria. La famiglia di Boucicaut si oppose al matrimonio e così lei e Boucicaut iniziarono a vivere insieme nel 1836 e ebbero un figlio nel 1839. Si sposarono nel 1848.
Boucicaut morì il 26 dicembre 1877.
Il grande edificio non fu terminato fino al 1887, dieci anni dopo la morte di Boucicaut. Al momento della sua morte il negozio contava 1.788 dipendenti e un fatturato di 72 milioni di franchi. Con la sua morte la moglie divenne proprietaria del negozio e lo gestì per dieci anni, fino alla propria morte. Il loro figlio era morto giovane. La signora Boucicaut lasciò la maggior parte del patrimonio di famiglia all'Ufficio di assistenza pubblica e ospedaliera di Parigi. Fu utilizzato per costruire l'Ospedale Boucicaut, tuttora esistente sulla riva sinistra.

## Eredità

### Grandi magazzini
Le Bon Marché è il capostipite dei moderni grandi magazzini.

### Letteratura
Il romanzo di Émile Zola, Au Bonheur des Dames, fu ispirato dal Bon Marché; egli scrisse al negozio nel marzo 1882 e gli fu concesso di fare un giro completo. Il proprietario del negozio nel romanzo, Octave Mouret, è liberamente ispirato a Boucicaut.
The Paradise (serie TV) è un adattamento del romanzo di Zola, quindi anche basato sulla vita di Boucicaut.

### Punti di riferimento
"Rue Boucicaut" è la strada principale della sua città natale, Bellême.